# Jaciment al sud-oest de Vallbona
Al sud-oest de Vallbona és un jaciment paleolític que es troba a Vallbona d'Anoia (Anoia), inclòs a l'Inventari del Patrimoni Arqueològic i Paleontològic de Catalunya.
El jaciment al sud-oest de Vallbona està ubicat al sud-oest del nucli urbà de Vallbona d'Anoia, concretament, en un solar contigu al poliesportiu municipal, a una cinquantena de metres del límit urbà. L'espai, el constitueix un assentament sense cap mena d'estructura del qual s'ha determinat una cronologia pròpia del Paleolític mitjà (90000 - 33000 ANE). Malauradament, es tracta d'una zona greument afectada per obres d'aterrassament que en algunes àrees ha deixat al descobert un substrat granític força deteriorat.
El 1971, respecte a aquest espai, Vaello diu: “El material arqueológico recogido hasta el momento presente se cifra en 25 fragmentos indeterminables, 4 núcleos, 14 raspadores diversos, 5 raspadores dobles, 3 de discoidales, 1 carenado, 1 cuadrado con ángulos romos, 1 raedera, 3 buriles, 3 puntas musterianas, una punta pedunculada fragmentada y una punta grande con muestras de desgaste por el uso. Algunas piezas alcanzan 7 centímetros de longitud máxima (…) puede tratarse de una estación musteriense al aire libre (…). El hallazgo de un manchón de cenizas negruzcas, pertenecientes a una fogata, con algunos sílex en sus proximidades, parece confirmar nuestra creencia”.
El 1985, es realitzà una visita a l'espai amb motiu de la realització de la Carta Arqueològica de l'Anoia. No es documentaren restes pròpies del Paleolític; això no obstant, es varen detectar fragments de ceràmica grisa medieval.
El 1991, durant el projecte de revisió de la Carta Arqueològica de l'Anoia, aquest espai es trobava sota muntanyes de runa, raó per la qual no fou possible la localització de cap mena d'element arqueològic.
El 2005, es realitzà una prospecció de caràcter preventiu d'aquest jaciment en el marc del projecte infraestructural "Nova carretera, variant de la carretera B-224, tram Piera-Vallbona d'Anoia". Les conclusions d'aquestes tasques realitzades, encapçalades per Francesc Busquets Costa, director de l'empresa d'arqueologia Àtics, determinen que l'ocupació paleolítica es trobava parcialment o totalment destruïda per l'actual activitat urbana a Vallbona, i es desestimà realitzar-hi més tasques de caràcter arqueològic.